# Princess Peach: Showtime!
Princess Peach: Showtime! es un videojuego de acción-aventura desarrollado por Good-Feel y publicado por Nintendo. Fue lanzado el 22 de marzo de 2024 para Nintendo Switch.
Es el tercer juego en general de la serie que presenta a la Princesa Peach como el único personaje jugable principal tras el lanzamiento de Princess Toadstool's Castle Run en 1990 para la consola Game Watch de Nelsonic, así como Super Princess Peach, publicado en 2005 para la Nintendo DS.

## Desarrollo
Durante una presentación de Nintendo Direct en junio de 2023, Nintendo anunció que estaba desarrollando un nuevo juego derivado de Super Mario centrado en la Princesa Peach que llegaría a Nintendo Switch al año siguiente. Durante otro Nintendo Direct en septiembre de 2023, se anunciaron más detalles del juego, que incluían la incorporación de Lucy (Stella), una compañera de aventuras, así como las diversas transformaciones a las que se tendrían acceso. También se citó a la malvada Grape, la antagonista principal de la historia.
Las transformaciones de la Princesa Peach incluyen:
- Peach Espadachina.
- Peach Detective.
- Peach Repostera.
- Peach Kung-fu.
- Peach Ninja.
- Peach Vaquera.
- Peach Patinadora.
- Peach Furtiva.
- Peach Sirena.
- Peach Superheroína.

Estas transformaciones le otorgan habilidades únicas para cada obra de teatro en el que participa.